# Zelt

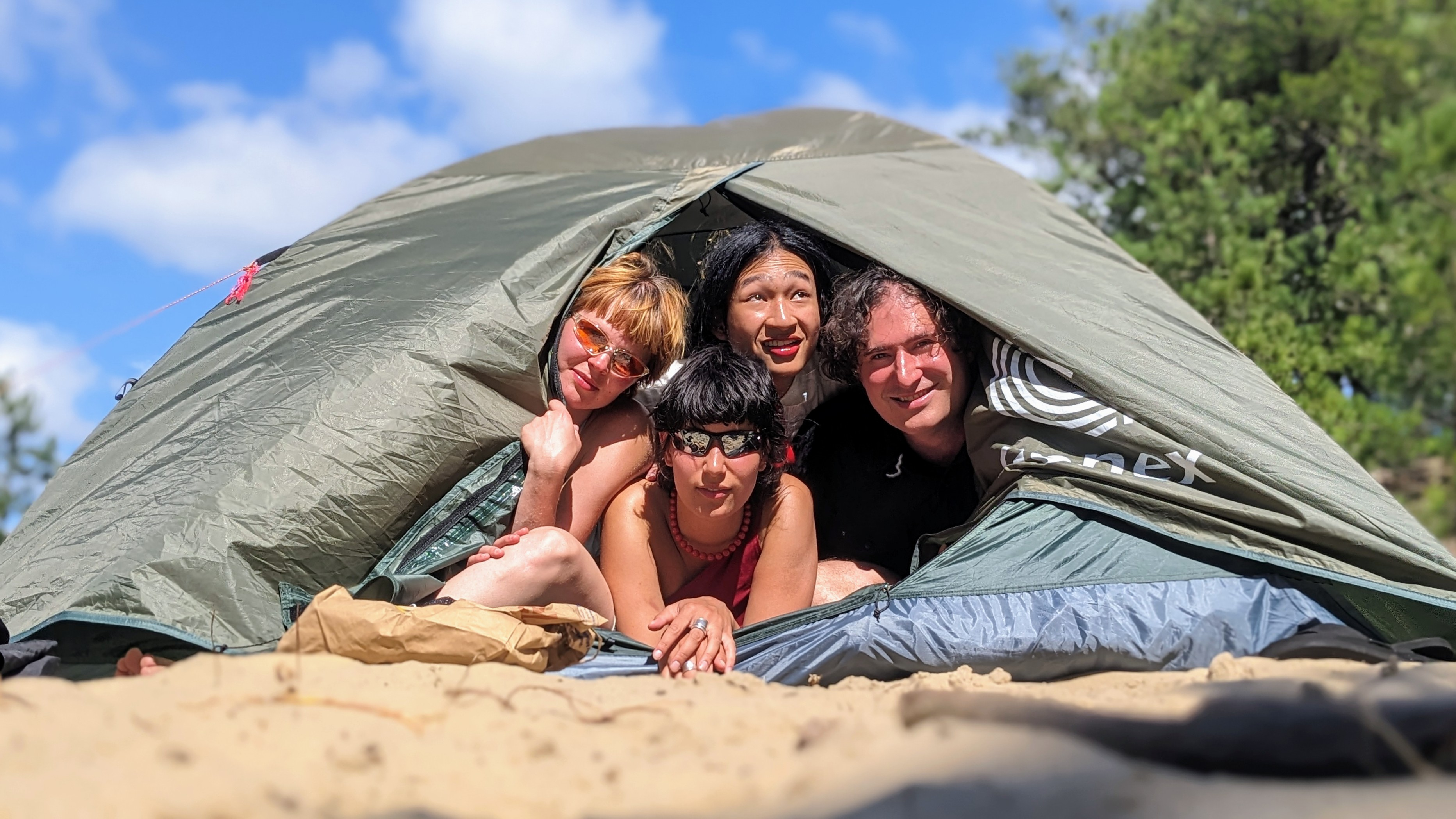
Camper im Zelt

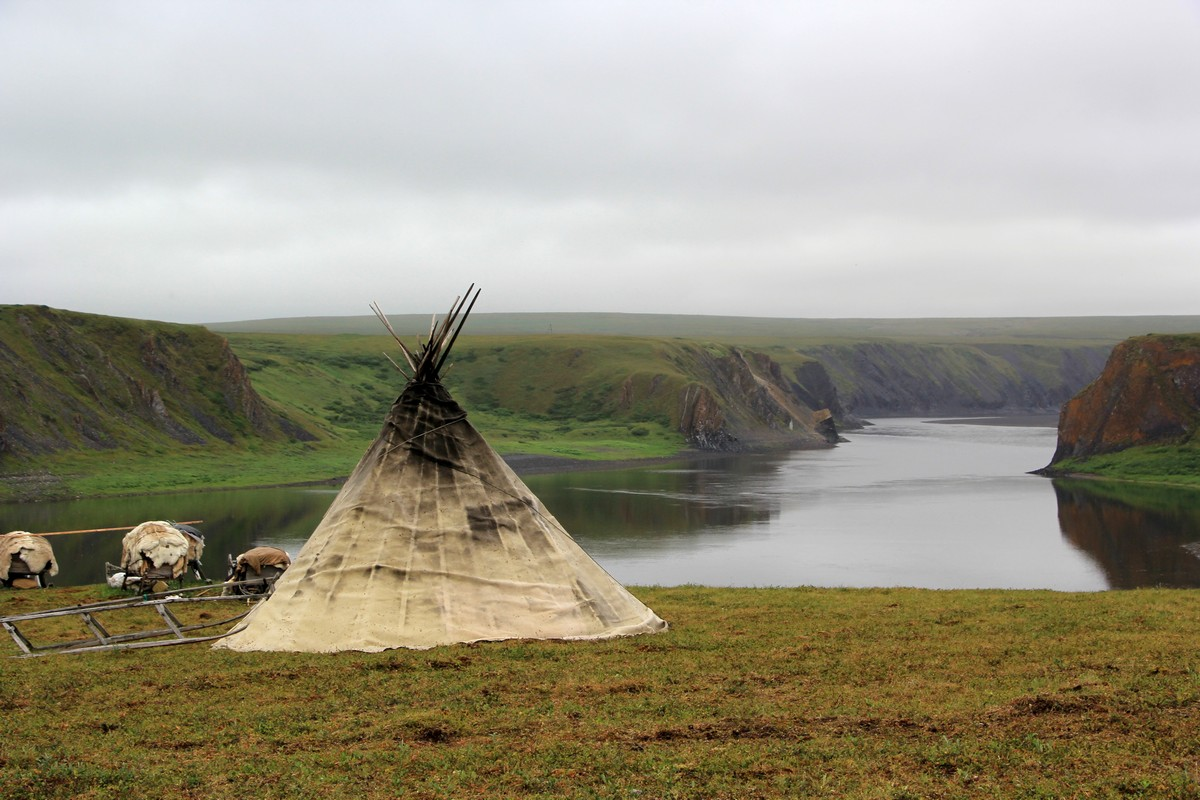
Tschum der Nenzen in Westsibirien

Ein Zelt ist ein vergleichsweise kleines und leichtes transportables Gebäude aus wenigen, nicht fest miteinander verbundenen Bauteilen, die ein einfaches Abbauen und Wiederaufstellen ermöglichen. In der Regel besteht ein Zelt aus einer skelettartigen Tragkonstruktion (Gerüst), über die eine wind- und wasserdichte Plane gespannt wird. Das Gerüst wird aus Zeltstangen oder Stäben aus Holz, Bambus, glasfaserverstärktem Kunststoff oder Metall zusammengefügt. Die Zeltplane besteht v. a. aus Textilien, Folien, aber auch aus Leder oder anderen Naturmaterialien. Um die Plane am Erdboden zu halten, dienten Völkern, die nicht über Metalläxte verfügten, häufig Steine oder Erde, die auf das untere Ende der Plane gelegt wurden. Später wurden verschiedene Abspannvorrichtungen entwickelt: etwa simple Holzpflöcke, die direkt durch die Plane gesteckt wurden oder sogenannte Heringe aus Metall oder Kunststoff, an denen Leinen befestigt werden, die mit der Plane verbunden sind. Zelte mit textiler Membran sind eine Form textiler Architektur.
Zelte dienen dem vorübergehenden Aufenthalt von Personen, dem Lagern von Gütern, als Unterkunft auf Reisen und Expeditionen, als Versammlungsstätte oder dem Wohnen von Nomaden. Bei Großveranstaltungen kommen Festzelte als Veranstaltungssäle zum Einsatz, das Zirkuszelt ist der traditionelle Veranstaltungsort eines Zirkus. Zelte werden von Unternehmen auch bei Messen und Ausstellungen oder bei Sonderverkäufen als Verkaufsfläche verwendet. Darüber hinaus finden Zeltkonstruktionen in der zeitgenössischen Architektur vermehrt auch als dauerhafte Konstruktionen Verwendung.
Zelte sind neben Hütten die ältesten Gebäude der Menschheit, die Jahrhunderttausende lang als einzige Behausung dienten.

## Geschichte

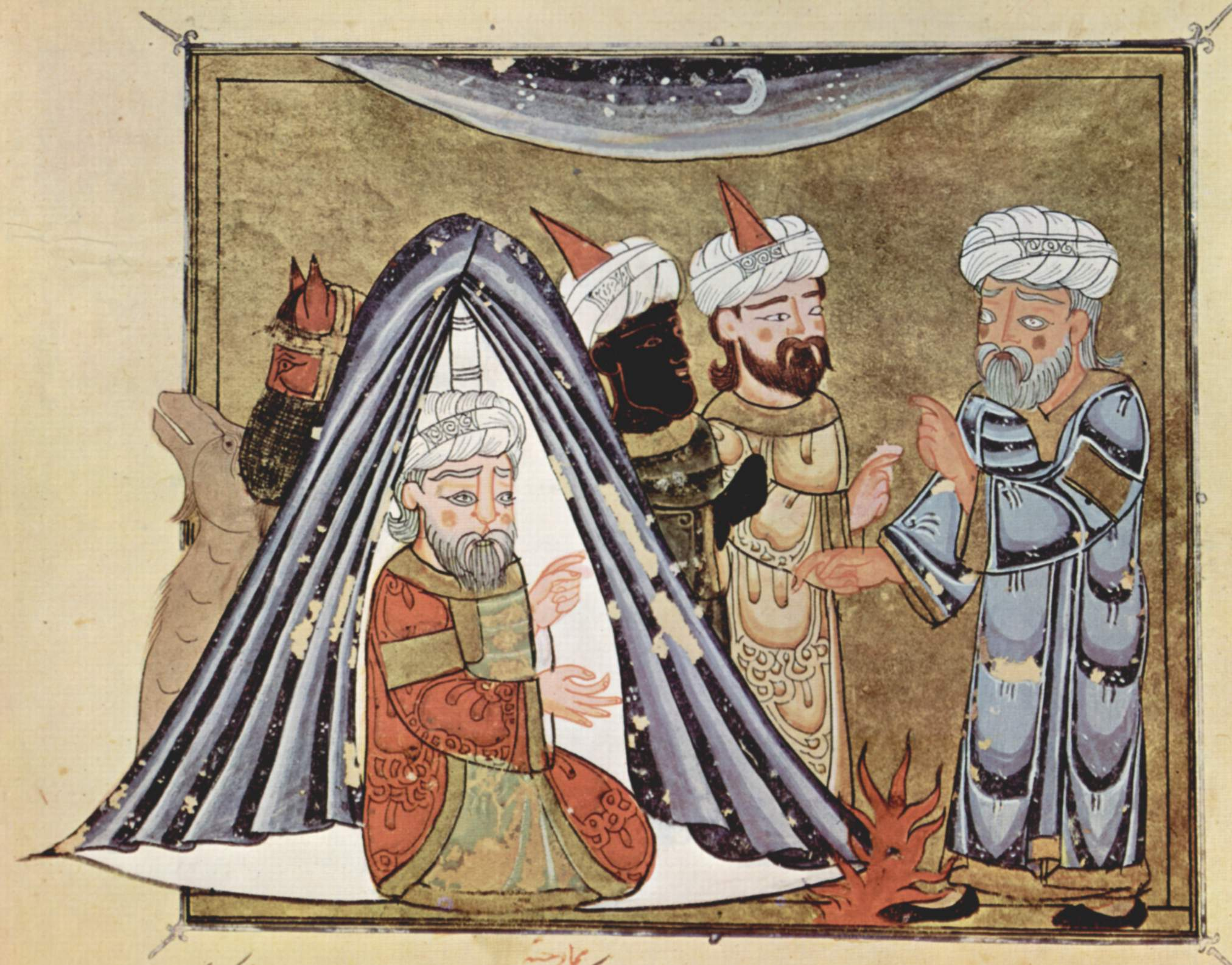
König Al-Harith der Ghassaniden. Arabische Illustration im Makamen des Hariri, 1334.

Nach Hütten aus Zweigen, Rinde und Blättern sind Zelte die möglicherweise älteste Form menschlicher Schutzbauten gegen Wettereinflüsse. Bereits für das Jungpaläolithikum sind einfache, kleine, leicht zu transportierende Sommerzelte und massivere Winterzelte beziehungsweise geräumige und stabile Karkassen (Gerippezelte) belegt. Von letzteren wurde allenfalls die Abdeckung mitgenommen, das Gerüst konnte in der nächsten Saison gegebenenfalls erneut benutzt werden. Für ein Zelt in Gönnersdorf berechnete Dietrich Evers etwa 40 Pferdehäute mit einem Gesamtgewicht von 240 kg als Abdeckung. Diese Behausungen dürften beim Fehlen von Tragtieren und Transportmitteln kaum über größere Strecken bewegt worden sein. Die Zelte bestanden aus einem Gerüst aus Holzstangen, über das als Abdeckung Tierfelle mit der Fellseite nach außen so aufgelegt wurden, dass Regenwasser gut ablaufen konnte. Der Rand des Zeltes wurde mit Aufschüttungen aus Sand, Erde und Steinen befestigt. Vermutlich sicherten Schnüre das Zelt gegen Wind und Sturm.
Mit Beginn der Sesshaftigkeit verloren Zelte an Bedeutung. In Gegenden, in denen das (Halb-)Nomadentum fortbestand, blieben sie jedoch weiterhin die bevorzugte Behausungsform.

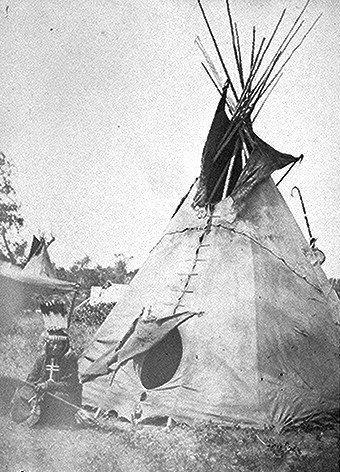
Tipi (Oklahoma, 1869)

Mit ihren unterschiedlichen Verwendungszwecken kommen Zelte in zahlreichen Kulturen weiterhin vor – unter anderem bei nordafrikanischen und asiatischen Nomaden. Die Jäger und Sammler unter den nordamerikanischen Ureinwohnern lebten früher teilweise ausschließlich in Zelten. Von den Römern wurden Zelte in großem Umfang beim Militär eingesetzt. Sie dienen auch heute noch dem Militär als Sanitätszelt, Mannschaftsunterkunft oder mobile Werkstätten und Lagezentren, werden aber vermehrt durch Container abgelöst.
Zu Beginn des 20. Jahrhunderts wurde mit Aufkommen des Faltbootsports als Massensport auch das moderne Zelt inklusive Boden entwickelt. Die Faltbootwerften bauten Zelte wie die Häute ihrer Boote: Das Oberteil aus dichtgewebter Baumwolle, den Boden aus Gummi. Die Faltbootsportler waren auf ein Zelt angewiesen, weil die befahrenen Flüsse und Seen meist weit von der nächsten Übernachtungsmöglichkeit entfernt lagen. Und die Anhänger dieses Sports erfanden das notwendige Zubehör, wie Carl Joseph Luther den Daunenschlafsack und Hans Berger (Firma Sport Berger) die Luftmatratze. Somit waren die Hersteller von Zelten und Campingartikeln bis weit in die 1950er Jahre hauptsächlich Faltbootwerften wie Klepper oder Pionier.
Heutzutage steht die Verwendung im Camping-Urlaub im Mittelpunkt, neben der kommerziellen Nutzung als Fest-, Event- und Zirkuszelt sowie der privaten Nutzung als Partyzelt. Darüber hinaus entwickelte der Ingenieurbau des 19. und vor allem des 20. Jahrhunderts kühne dauerhafte Zeltkonstruktionen, die besonders in der Architektur des ausgehenden 20. Jahrhunderts und in der zeitgenössischen Architektur als Flugdächer sowie als Dachkonstruktionen dauerhafter Gebäude und anderer baulicher Anlagen immer wieder Verwendung finden und sich so als eine Form moderner Dachkonstruktion etablieren konnten. Insbesondere der Architekt Frei Otto wurde mit solchen Konstruktionen bekannt, statt flächiger Zeltbahnen verwendet er zum Teil Seilnetze, die mit Kunststoffelementen gefüllt werden (z. B. Olympiagelände in München).

## Technische Entwicklung
Die Zelthaut besteht heutzutage aus imprägnierten Stoffbahnen oder Kunststofffolien, als Tragkonstruktion werden Rohre aus Metall sowie Stäbe aus glasfaser- oder carbonfaserverstärkter Kunststoff oder Holz eingesetzt. Früher wurden Tierfelle, Lederhäute, Blätter oder Ähnliches als Zelthaut und Bambus, Zweige oder Äste als Tragkonstruktion verwendet. In selteneren Fällen kommen Seilkonstruktionen zum Einsatz, die zwischen bestehende Objekte gespannt werden. Diese Form des Zeltes, die häufig mehr einem Dach gleicht, wird als Tarp bezeichnet.
Bei Camping- und Trekkingzelten besteht seit Jahren ein Trend hin zu immer leichteren Zelten, die sich – wie etwa Iglu-Zelte – auch leicht und schnell aufbauen lassen.
Eine Sonderkonstruktion sind pneumatische Zelte, deren Zelthaut durch einen Überdruck im Inneren wie bei Traglufthallen oder durch mit Druckluft gefüllte Schläuche gehalten wird (→ Aufblasbares Zelt).
Zelte werden in der Regel durch Zeltnägel oder Heringe im Boden verankert. Sie stehen vermehrt auf künstlichem Boden, auf Unterlegplanen oder -platten, auf Zeltplattformen, auf Pontons und Fahrzeugen.

## Freizeitzelt

### Kategorien

Typische Leicht- und Trekkingzeltformen
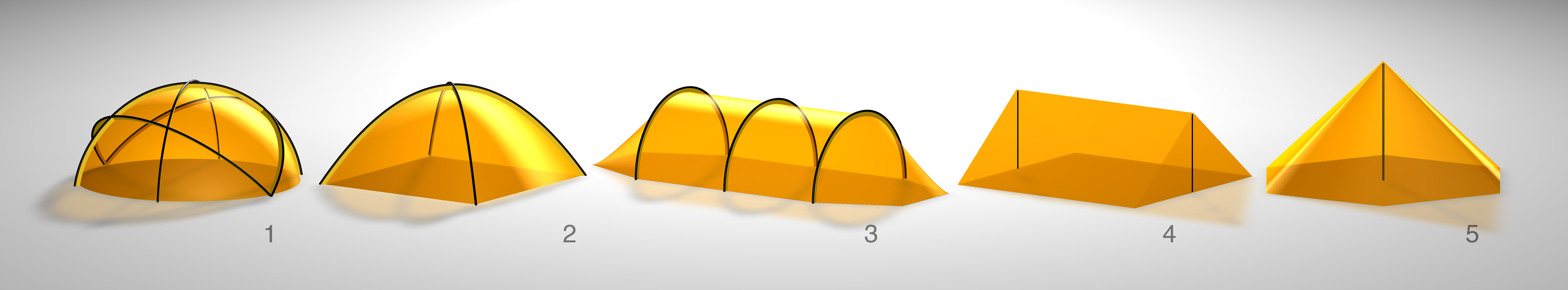
1. Geodät, 2. Kuppelzelt, 3. Tunnelzelt, 4. Firstzelt, 5. Pyramidenzelt

Die in der Freizeit als Urlaubsunterkunft verwendeten Zelte lassen sich in folgende Kategorien einteilen (siehe auch Liste von Zelttypen):
Mini- oder Trekkingzelte
Diese Zelte sind meistens in Iglu- oder Tunnelform mit Gestängen aus glasfaserverstärktem Kunststoff oder Aluminium. Als Materialien für die Zelthaut werden fast ausschließlich Nylon und Polyester sowie Polyurethan (PU) für den Zeltboden eingesetzt. Wegen ihres geringen Gewichts von 0,9 bis 8 Kilogramm kommen sie überwiegend bei Rucksack-Wanderungen, Radreisen oder Motorradfahrern zum Einsatz. Mit ihrer geringen Höhe bieten sie nur Platz zum Schlafen und für das Gepäck. Um das Zeltklima zu verbessern und Kondenswasser zu reduzieren, gibt es Modelle, die über ein Innen- und Außenzelt verfügen. Bei manchen Bauformen des Zeltes entsteht als überdachter Raum außerhalb des Innenzelts eine Apsis, in der Ausrüstung gelagert oder wettergeschützt gekocht werden kann. Diese wird auch als Vorzelt bezeichnet.
Reisezelte
Reisezelte haben oft eine Hauszeltform mit Giebel und First, neuerdings auch in Tunnelform. Die Materialien für die Zelthaut entsprechen denen der Minizelte, für die Tragkonstruktionen wird auch Stahl verwendet. Mit einem Wohnbereich bieten sie Platz für einen längeren Aufenthalt. Im Wohnbereich wird oftmals auf einen Boden verzichtet, das Dach ist üblicherweise ein Doppeldach. Ihr Gewicht liegt zwischen 7 und 15 Kilogramm.
Steilwandzelte
Steilwandzelte eignen sich gut für längere Urlaube. Sie haben ein Metallgestänge, das Dach ist häufig mit PVC beschichtet. Die bevorzugten Materialien für die Seitenwände sind Baumwolle oder Mischgewebe. In das Gestänge eingehängte Innenzelte dienen als separate Schlafkabinen. Sie erlauben es, das Zeltinnere flexibel zu nutzen und die Anzahl der Schlafplätze dem Bedarf anzupassen. Steilwandzelte bieten durchgängig Stehhöhe. Mit einem Vordach versehen, bieten sie zusätzlichen Schutz gegen Regen und Sonne. Das Gewicht beträgt etwa 13 bis 45 Kilogramm.
Autodachzelte
Autodachzelte stellen ein Bindeglied zwischen Zelt und Wohnmobil dar. Sie werden auf dem Dach eines Fahrzeuges montiert. Während der Fahrt befindet sich ein kompaktes Paket auf dem Fahrzeug. Das aufgestellte Zelt gibt es im Wesentlichen in zwei Bauformen: Zelte, die eine Schlafkabine auf dem Autodach bilden, und solche, die neben dem Fahrzeug einen zusätzlichen Wohnraum schaffen.
Vorzelte
Vorzelte werden an der Türseite von Wohnwagen und Wohnmobilen montiert. Sie dienen als Wetterschutz oder um den Wohnbereich zu erweitern.
Zeltanhänger
Zeltanhänger (auch Faltcaravans) ähneln den Autodachzelten. Dabei lässt sich ein großes Zelt aus einem Anhänger heraus- oder herunterklappen, wodurch ein großer Schlaf- und Wohnraum entsteht. Verbunden mit einem Vorzelt, werden Raummaße von bis zu 30 Quadratmeter erreicht. Durch das geringe Gewicht von bis zu 300 Kilogramm kann der Anhänger auch von Kleinwagen gezogen werden, je nach Produkt sind Zuladungen bis zu 700 Kilogramm möglich. Die Zelte bestehen aus festen Baumwoll- oder Mischgeweben und werden durch ein Stahl- oder Alurohrgestell gestützt. Das große Volumen des Innenraumes gewährleistet ein angenehmes Raumklima; in Zelten, die keinen fest integrierten Boden haben, werden Innenhimmel aus Baumwolle verwendet, um Kondensfeuchtigkeit zu vermindern. Konstruktionsbedingt besteht im Gegensatz zu Steilwandzelten eine hohe Sturmsicherheit. Vorteile gegenüber Wohnwagen sind geringe Unterhaltskosten, günstiges Fahrverhalten durch kompakte Maße in geschlossenem Zustand und tiefen Schwerpunkt sowie echtes Zeltgefühl.
Blachenzelte
Blachenzelte sind aus Militärblachen zusammengeknüpfte Zelte. Der Vorteil dabei ist, dass mit demselben Material unterschiedlichste Zelte zusammengesetzt werden können (siehe Militärzelte (Schweiz)).
 Tarp
Ein Tarp ist ein meist rechteckiges oder trapezförmiges Zeltblatt, das lediglich über eine Schnur (zwischen zwei Bäume gespannt oder von einem Baum zum Boden gespannt) gelegt wird und an den Ecken direkt am Boden oder abgespannt zum Boden verankert wird. Gelegentlich werden auch ein bis zwei senkrecht aufgestellte Tarpstangen zum Befestigen verwendet, wenn kein Baum in der Nähe ist. Beim Kajaksport werden auch Paddel als Tarpstangen verwendet.
Baumzelt
Ein Baumzelt nennt man eine vergleichsweise neue Zeltform, bei der das Zelt zwischen Bäumen hängend aufgespannt wird, womit es unabhängig vom Untergrund wird. So kombiniert es ein Zelt mit einer Hängematte, weshalb man es auch unter dem Namen Hängezelt oder Hängemattenzelt kennt.

### Material
Für das Außenzelt werden meistens Gewebe aus Nylon oder Polyester, seltener auch schwerere Baumwollstoffe, verwendet. Durch eine Beschichtung aus PU, Silikon oder PVC wird die Zelthaut wasserdicht. Silikonbeschichtete Zelte gelten als wesentlich reißfester, UV-beständiger und langlebiger. Die Zeltbahnen werden miteinander vernäht oder verklebt und zusätzlich mit Klebestreifen und Nahtbändern oder Silikondichtmasse abgedichtet und versiegelt. Als Nähgarn werden sowohl Baumwolle als auch Nylon verwendet. Das Aufquellen der Baumwolle bei Feuchtigkeit dichtet die Nähte zusätzlich ab.
Die Wasserdichtigkeit der Zelthaut wird in Millimeter Wassersäule angegeben. Ab 1500 Millimeter Wassersäule gilt ein Zelt als wasserdicht nach DIN. Der Zeltboden verfügt über eine höhere Dichtigkeit (bis zu 10.000 mm), um auch bei einer punktuellen Belastung wasserdicht zu sein.

## Expeditionszelt
Ein Expeditionszelt ist ein sehr stabiles Zelt, das beim Expeditionsbergsteigen verwendet wird. Es muss so gebaut sein, dass es sehr großen Wind- und Schneelasten standhält.
Geodätenzelte haben sich hier als besonders stabil herausgestellt. Hierbei handelt es sich um Kuppelzelte, die vier oder sechs überkreuzte Zeltstangen verwenden. Die Zelte sind meist so konstruiert, dass ein doppeltes Zeltgestänge zur Stabilisierung verwendet werden kann. Die Überzelte haben meist UV-undurchlässige Sichtfenster.

## Traditionelle Zelte
Traditionelle Zelte sind in vielen Regionen in unterschiedlichen Ausführungen und zu verschiedenen Zwecken in Gebrauch. Bekannte traditionelle Zelte sind die zentralasiatischen/mongolischen Jurten, das Schwarzzelt der Nomaden oder die marokkanischen Caidal-Zelte.

## Kommerzielle Anwendungen

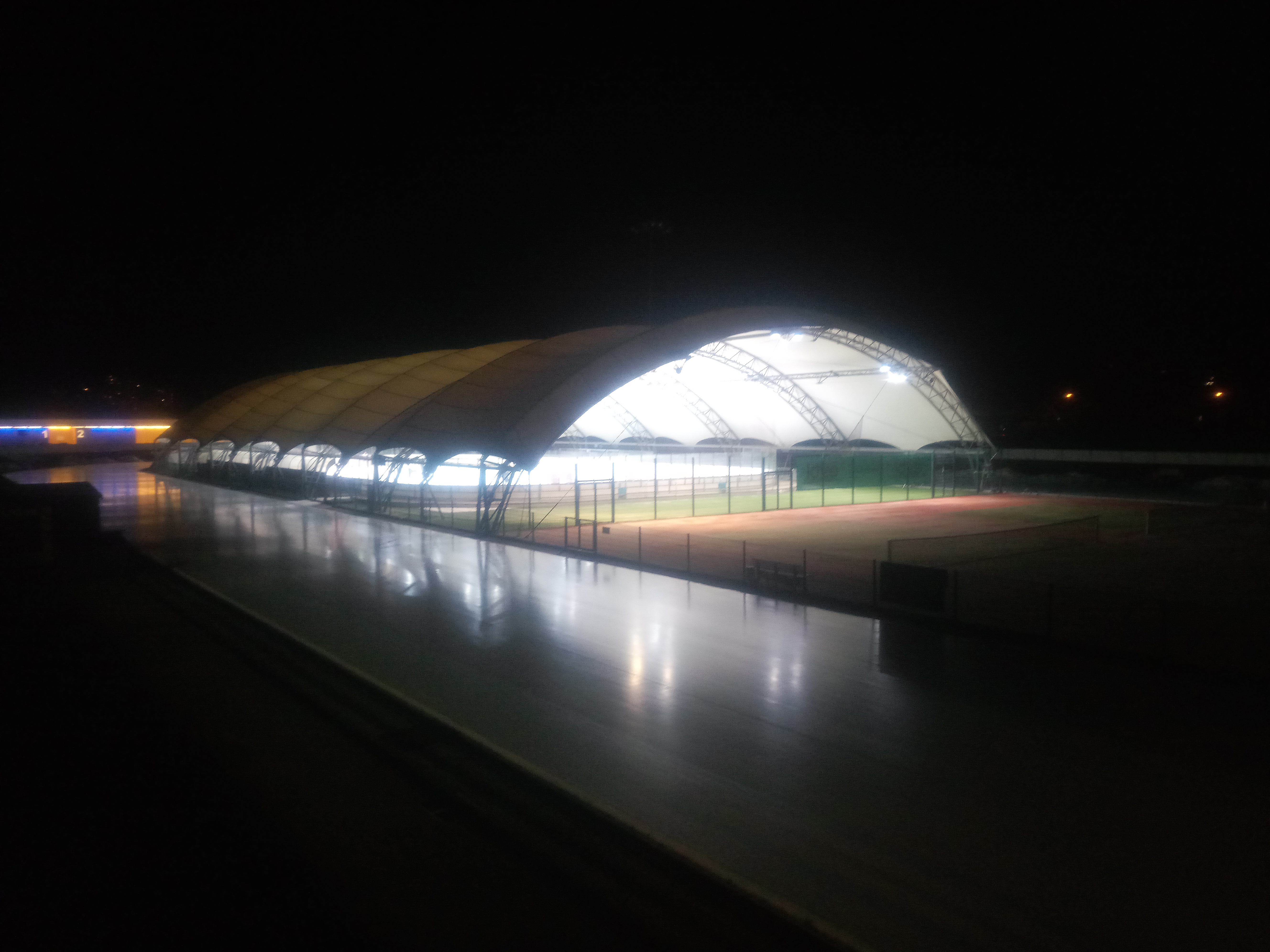
Zelt auf der Außenanlage der Eissporthalle Frankfurt

- Festzelt
- Zirkuszelt
- Partyzelt
- Messezelt

## Bekannte Hersteller
- Quechua
- Fjällräven
- Hilleberg
- Jack Wolfskin
- Mehler
- Salewa
- Spatz Zelte & Reparaturen
- Tatonka
- The North Face
- Trigano
- Vaude
- Isabella